# Johann Gottfried Schaumburg

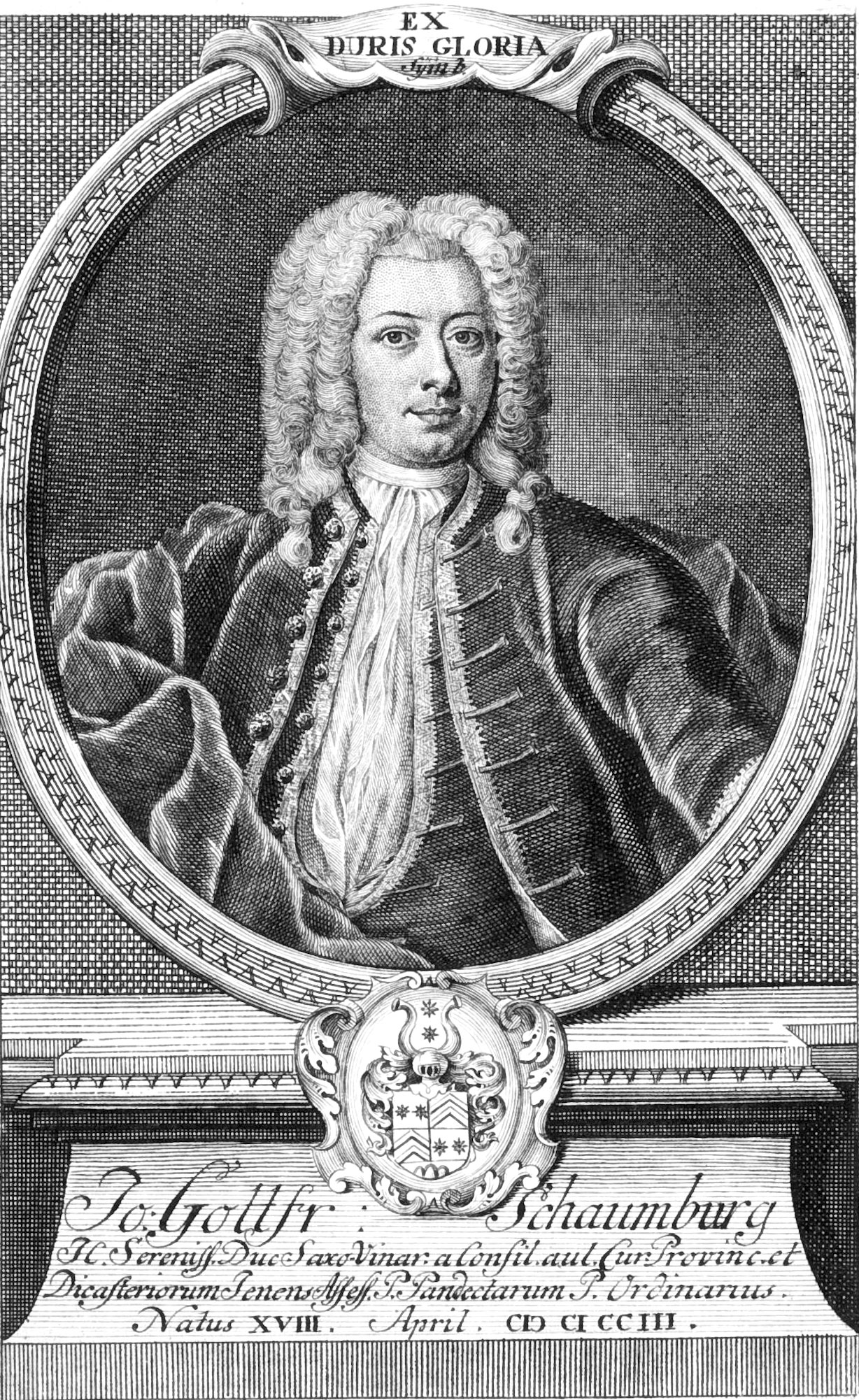
Johann Gottfried Schaumburg

Johann Gottfried Schaumburg (* 18. April 1703 in Zerbst; † 25. Mai 1746 in Jena) war ein deutscher Rechtswissenschaftler.

## Leben
Schaumburg war ein Sohn des Zerbster Rentmeisters Johann Benedikt Schaumburg (* 30. März 1672; † 2. März 1743) und dessen Frau Anna Dorothea (geborene Heiring), Tochter des Johann August Heiring. Er war ein Bruder des Theologen und Superintendenten in Lindau Johann August Schaumburg (* 26. Januar 1720; † 21. August 1793).
Schaumburg hatte die Bartholomäusschule und das Gymnasium Illustre in Zerbst besucht. 1716 wechselte er an das Gymnasium in Görlitz, welches unter der Leitung des Rektors Samuel Grosser stand. Am 10. Juni 1718 immatrikulierte er sich an der Universität Wittenberg, wo er 1719 ein Studium der Rechtswissenschaften begann. Zunächst absolvierte er die Vorlesungen an der philosophischen Fakultät. Hier wurden vor allem Abraham Vater und Jakob Carl Spener seine prägenden Lehrer. Anschließend begann er rechtswissenschaftliche Studien. Diese setzte er ab dem 28. April 1721 an der Universität Halle fort, wo Christian Thomasius, Johann Peter von Ludewig, Justus Henning Böhmer, Johann Gerhard Schlitte und Johann Gottlieb Heineccius seine Lehrer wurden.
1723 kehrte er wieder nach Wittenberg zurück, wo er am 13. Februar 1723 sein juristisches Examen bestand und sich am 9. März 1723 das Notarsrecht aneignete. 1724 wurde er Kandidat als Advokat am Hofgericht in Zerbst, welchem er aber nicht nachkam und sich stattdessen eine Hochschultätigkeit in Angriff nahm. Hierzu promovierte er in Wittenberg am 2. November 1725 zum Doktor der Rechte und beteiligte sich anschließend am Universitätsleben der Wittenberger Hochschule. 1734 folgte er einem Ruf als dritter ordentlicher Professor an die Universität Rinteln. 1736 wechselte er als Professor der Instituten an die Universität Jena. Damit verbunden wurde er Beisitzer am Jenaer Hofgericht und Schöppenstuhl, sowie Hofrat von Sachsen-Weimar. 1742 stieg er in die Professur der Pandekten auf und wurde damit verbunden Assessor der Juristenfakultät. Als Jenaer Hochschullehrer beteiligte er sich auch an den organisatorischen Aufgaben der Hochschule. So war er Dekan der Juristenfakultät und im Sommersemester 1743 Rektor der Alma Mater. Schaumburg erlangte vor allem mit seinem Compendium Iuris Digestorum und seiner Einleitung zum Sächsischen Rechte viel Beachtung zu seiner Zeit. Die Werke erlebten mehrere Auflagen.
Schaumburg verheiratete sich 1725 in Wittenberg mit Louisa Christiana Erdmann, die Tochter des Daniel Gottlieb Erdmann und der Maria Raniä,  aus welcher Ehe acht Kinder stammen.

## Werke (Auswahl)
- Diss. iur. inaug. de donationibus ante et post ingressum monasterii. Wittenberg 1725 (reader.digitale-sammlungen.de).
- Dissertatio iuridica de aequitate et usu practico L. 2. C. de rescind. vend. Wittenberg 1725 (reader.digitale-sammlungen.de).
- Diss. iur. de traditione symbolica. Wittenberg 1727 (reader.digitale-sammlungen.de).
- De autoritate legum Germaniae antiquarum et in illa receptarum ex ratione legis et intentione legislatoris diiudicanda, diss.. Wittenberg 1732 (reader.digitale-sammlungen.de).
- Einleitung zum Sächsischen Rechte, durch Anführung derer neuern zeithero, und bis jetzo erlassenen allerhöchsten und höchsten Mandate, Rescripte und Patente vermehret, und bis auf gegenwärtige Zeit fortgesetzet. Leipzig 1728–1730, 4. Bände.
- Historische und politische Remarquen über den Sevilischen Tractat. 1730.
- Zufällige Gedanken über die Parmesanische und Placentische Successions-Streitigkeit und dem neuen Frieden zu Wien. 1731.
- Historische und Politische Betrachtungen über die gegenwärtigen Pohlnischen Begebenheiten und das daraus fliessende jetzige Staats-Interesse derer Europäischen Machten. Leipzig 1733, 1. Band (reader.digitale-sammlungen.de); Leipzig 1734, 2. Band (reader.digitale-sammlungen.de).
- Progr. De incensione librorvm jvris antiqvorvm Jvstiniano et Triboniano afficta. Rinteln 1734 (reader.digitale-sammlungen.de).
- Diss. inaug. de praeiudicio principum imp. ex usu iuris occidendi adulterum privatis in Germania perperam asserti. Rinteln 1735 (reader.digitale-sammlungen.de).
- Ad Audiendam Orationem De Mvltiscientia Ictorvm Romanorvm Eivsqve Cavsis Qva … Invitat Pavca Simvl De Ficto Icotorvm Vetervm Dvplici Officio Praefatus Ioannes Gottfried Schavmbvrg. Jena 1736 (reader.digitale-sammlungen.de).
- Singularia de testamento nuncupativo capita. Jena 1737 (reader.digitale-sammlungen.de).
- Dissertatio iuridica de fine fidelitatis vasalliticae suasorio unico, iustificatorio autem ex conventione inter dominum et vasallum arbitraria diverso. Pro loco. Jena 1742 (reader.digitale-sammlungen.de).
- Principia praxeos iuridicae iudiciariae, quae modos procedendi in iudicio ab ordinario diversos sistunt : variis observationibvs practicis illvstratos libri secvndi instar priori addenda ; cvm indice rervm et verborvm. Jena 1744 (reader.digitale-sammlungen.de).
- Compendium Iuris Digestorum, cum iure codicis et novellarum nec non iure patrio collati ad usum modernum accommodatum et observationibus practicis multo pluribus illustratum. Jena 1746, Jena 1752, Band 1, (reader.digitale-sammlungen.de); Band 2 (reader.digitale-sammlungen.de), Jena 1757.